# Den tänkande August
Den tänkande August är en självbiografisk bok av Gösta Ekman, utgiven 1928 av Albert Bonniers förlag. Illustrationerna gjordes av Kurt Jungstedt. Gösta Ekman kåserar i boken kring sin uppväxt, teaterdrömmar och väg till att erövra ett liv som skådespelare vid 1900-talets början. Bekanta namn som Anders de Wahl, Matilda Jungstedt, Christian Schröder, Emma Meissner, Tollie Zellman, Albert Ranft, Karl Gerhard, Emil Jannings och F.W. Murnau förekommer i handlingen. 